# Texarkana (Arkansas)
Texarkana település az Amerikai Egyesült Államok Arkansas államában, Miller megyében, melynek megyeszékhelye is. Lakosainak száma 29 387 fő (2020. április 1.).

## Népesség
A település népességének változása:

| 2010 | 29 919 |
| 2020 | 29 387 |